# Cantó de la Costa Vermella
El cantó de la Costa Vermella és una divisió administrativa francesa, situada a la Catalunya del Nord, al departament dels Pirineus Orientals. És el número 5 dels cantons actuals de la Catalunya del Nord. Els municipis costaners del cantó formen part de la Costa Vermella.

## Comunes que l'integren

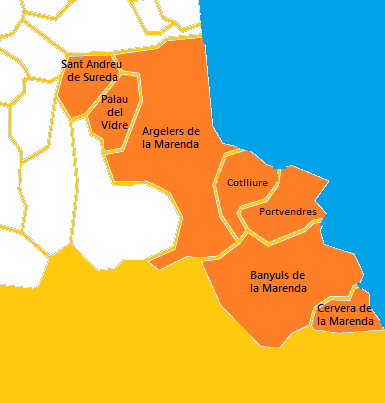
Mapa del Cantó de la Costa Vermella

- Argelers de la Marenda
- Banyuls de la Marenda
- Cervera de la Marenda
- Cotlliure
- Palau del Vidre
- Portvendres
- Sant Andreu de Sureda.

## Història
A les eleccions departamentals franceses de 2015 va entrar en vigor una nova redistribució cantonal, definida pel decret de 26 de febrer del 2014, en aplicació de les lleis del 17 de maig del 2013 (loi organique 2013-402 i loi 2013-403). A partir d'aquestes eleccions els consellers departamentals són escollits per escrutini majoritari binominal mixt. Des d'aquestes eleccions els electors de cada cantó escullen dos membres de sexe diferent al consell departamental, nova denominació del consell general, i que es presenten en parella de candidats. Els consellers departamentals són escollits per sis anys en escrutini binominal majoritari a dues voltes; per l'accés a la segona volta cal un 12,5% dels vots inscrits en la primera volta. A més es renoven la totalitat de consellers departamentals. El nou sistema de votació requeria una redistribució dels cantons, i el nombre es va reduir a la meitat arrodonit a la unitat senar superior si el nombre no és sencer senar, així com unes condicions de llindar mínim. Als Pirineus Orientals el nombre de cantons va passar de 31 a 17.
El nou cantó de la Costa Vermella, número 5 dels 17, és format amb comunes dels antics cantons de la Costa Vermella (Banyuls de la Marenda, Cervera de la Marenda, Cotlliure i Portvendres, que en feia de capital) i del d'Argelers (Argelers de la Marenda, Palau del Vidre i Sant Andreu de Sureda). Es troba dins els límits del Districte de Perpinyà. La seu del cantó és a Argelers de la Marenda.

## Política
L'actual conseller general per aquest cantó és Michel Moly, del Partit Socialista, que va obtenir la victòria en la segona volta de les darreres eleccions cantonals, celebrades el 28 de març del 2004. Michel Moly, alcalde de Cotlliure, va revalidar el seu escó en la segona volta d'aquests comicis amb el 69,62% dels vots, derrotant la candidata de la dreta, Louise Vila (UMP), que en va obtenir el 30,38%.
El candidat del Bloc Català, Jack Falcon, no va poder passar a la segona volta en aconseguir en la primera només 200 vots, és a dir, el 2,81% dels sufragis; va ser, doncs, el segon candidat menys votat, superant únicament el candidat de l'extrema esquerra Stephane Goupil.

## Consellers generals
| Data d'elecció | Identitat         | Partit | Qualitat                                                                         |
| -------------- | ----------------- | ------ | -------------------------------------------------------------------------------- |
| 1973 - 1985    | Jean Marti        | PS     | Batlle de Cervera de la Marenda                                                  |
| 1985 - 1998    | Jean Rède         | RPR    | Batlle de Banyuls de la Marenda (1983-1995 i 2008-2014)                          |
| 1998 - 2015    | Michel Moly       | PS     | Batlle de Cotlliure (1989-2014) 1r vicepresident del consell general des de 2011 |
| 2015 -         | Marina Parra-Joly | PS     | Primera adjunt al batlle d'Argelers de la Marenda                                |